# Pukë (distrikt)
 For alternative betydninger, se Pukë. (Se også artikler, som begynder med Pukë)
Distriktet Pukë (albansk: Rrethi i Pukës) er et distrikt i Albanien, en del af Shkodër-regionen. Distriktet har en befolkning på 24.323 (2010), og et område på 1,034 km².
Distriktet er beliggende i den nordlige del af landet og dets administrative centrum er byen Pukë.
Distriktet består af følgende kommuner:
- Blerim
- Iballe
- Fierzë
- Fushë-Arrëz
- Gjegjan
- Pukë
- Qafë-Mali
- Qelëz
- Qerret
- Rrapë

42°04′00″N 19°59′00″Ø / 42.066666666667°N 19.983333333333°Ø